# 桑德威斯狸藻
桑德威斯狸藻（學名：Utricularia sandwithii）为狸藻属似多年生小型食虫植物。其种加词“sandwithii”来源于英国植物采集者N·Y·桑德威斯（N. Y. Sandwith）。桑德威斯狸藻为巴西、圭亚那、苏里南和委内瑞拉的特有种。其陆生于稀树草原潮湿的砂质土壤中，海拔分布范围为0米至600米。1967年，彼得·泰勒在《圭亚那高原植物系》（Botany of the Guyana Highland series）中最先发表了桑德威斯狸藻的描述。但桑德威斯狸藻可能早在1881年就曾被乔治·塞缪尔·彭曼（George Samuel Jenman）采集到了。

## 外部連結
- 食虫植物照片搜寻引擎中桑德威斯狸藻的照片 （页面存档备份，存于）

 维基共享资源上的相關多媒體資源：桑德威斯狸藻
 維基物種上的相關：桑德威斯狸藻